# قائمة الأحزاب السياسية في رومانيا
هذه المقالة تحتوي على قائمة الأحزاب السياسية في رومانيا. الحزب سياسي هو منظمة سياسية تحمل أفكاراً معينة أو تتشكل حول قضية خاصة جداً، والهدف منها المساهمة في السلطة، غالباً عن طريق الانتخابات.

## الأحزاب الممثلة في البرلمان
الأحزاب السياسية الحالية الممثلة في البرلمان بالترتيب.
| اسم | اسم | اختصار. | الزعيم                                      | أيديولوجية                                      | الموقف     | النواب | أعضاء مجلس الشيوخ | الأعضاء في البرلمان الأوروبي |
| --- | --- | ------- | ------------------------------------------- | ----------------------------------------------- | ---------- | ------ | ----------------- | ---------------------------- |
|     | الحزب الديمقراطي الاجتماعي Partidul Social Democrat                                                               | PSD     | ليفيو دراغنيا                               | ديمقراطية اشتراكية الطريق الثالث                | وسط اليسار | 145    | 59                | 14                           |
|     | حزب الوطنيين الأحرار Partidul Național Liberal                                                                    | PNL     | إليناجورغيو فاسيلي بلاغا                    | ليبرالية                                        | وسط اليمين | 112    | 63                | 10                           |
|     | الاتحاد الوطني لتقدم رومانيا Uniunea Naţională pentru Progresul României                                          | UNPR    | غابرييل أوبريا                              | ديمقراطية اشتراكية تقدمية                       | وسط اليسار | 38     | 13                | 2                            |
|     | تحالف الليبراليين والديمقراطيين Alianța Liberalilor și Democraților                                               | ALDE    | تاريسيانو كالين بوبيسكو و دانييل كونستانتين | ليبرالية                                        | وسط اليمين | 26     | 12                | 0                            |
|     | الاتحاد الديمقراطي للمجريين في رومانيا Uniunea Democrată Maghiară din România Romániai Magyar Demokrata Szövetség | UDMR    | هونر كيليمين                                | حقوق الأقلية الهنغارية جهوية                    | متنوع      | 18     | 8                 | 2                            |
|     | الحزب الوطني الديمقراطي Partidul National Democrat                                                                | PND     | دانيال فينيتشيو                             |                                                 | شعبوية     | 11     | 0                 | 0                            |
|     | الحزب المسيحي الديمقراطي الوطني لفلاحين Partidul Naţional Ţărănesc Creştin-Democrat                               | PNŢCD   | أوريليا بافيليسكو                           | المتمذهبون ديمقراطية مسيحية                     | وسط اليمين | 1      | 1                 | 0                            |
|     | حزب الخضر Partidul Verde                                                                                          | PV      | ريموس سيرنا                                 | السياسة الخضراء                                 | اعتدال     | 1      | 1                 | 0                            |
|     | الجمهورية الجديدة Noua Republică                                                                                  | NR      | جورج ميك                                    | ليبرالية كلاسيكية ديمقراطية مسيحية سياسة محافظة | وسط اليمين | 0      | 1                 | 0                            |

وبالإضافة إلى ذلك، ويضمن القانون الروماني تمثيل الأقليات العرقية بثمانية عشر مقعدا: مقعد واحد لكل أقلية معترف بها.